# エレノア・ジョーデン
エレノア・ハーツ・ジョーデン（Eleanor Harz Jorden、1920年12月28日 – 2009年2月18日）は、アメリカ合衆国の言語学者。アメリカ合衆国での日本語教育によって知られる。

## 生涯
1920年、ニューヨーク市のブルックリン区で生まれた。ハーツは結婚前の姓。1942年にブリンマーカレッジを卒業した。
太平洋戦争中に陸軍の教育機関(Armed Forces Institute)のための日本語教育課程をバーナード・ブロックとともに作成し、共著で教科書『Spoken Japanese』(2冊)を出版した。戦後、AP通信とニューヨーク・タイムズの記者であった夫について1949年から1955年まで日本に滞在し、駐日アメリカ合衆国大使館のための日本語教育課程を主導した。
1950年に現代口語日本語の統辞論によってイェール大学の言語学の博士の学位を取得した。
1959年から1969年までアメリカ合衆国国務省の外務職員局(FSI)で働いた。1969年からコーネル大学に移った。1974年に教授に昇任し、1987年に退官した。その後は1991年までジョンズ・ホプキンズ大学で教えた。

## 研究内容・業績
- エレノア・ジョーデンは1962年に日本語教科書『Beginning Japanese』(2冊)を出版した。この教科書は非常によく使われたが、1980年代にはさらに新しい教科書『Japanese: The Spoken Language』(1987-1989、3冊)を書いている。これらの教科書は訓令式ローマ字にわずかな変更（長母音を母音字2個で表す）を加えたローマ字で書かれており、書かれる日本語は別の教科書『Reading Japanese』、『Japanese: The Written Language』で学ぶように構成されている。

## 受賞・栄典
- 1985年：勲三等宝冠章と国際交流基金賞を授与された[3]。